# Karel II van de Palts
Karel II van de Palts (Heidelberg, 10 april 1651 – aldaar, 26 mei 1685) was van 1680 tot aan zijn dood keurvorst van de Palts. Hij behoorde tot het huis Palts-Simmern.

## Levensloop
Karel II was de oudste zoon van keurvorst Karel I Lodewijk van de Palts en diens eerste echtgenote Charlotte van Hessen-Kassel, dochter van landgraaf Willem V van Hessen-Kassel. In 1657 scheidden zijn ouders omdat hun huwelijk zeer ongelukkig was, waarna zijn moeder terugkeerde naar Kassel. Hierdoor groeide Karel II enkel op onder de ogen van zijn autoritaire vader.
Na zijn opleiding ging Karel op grand tour door het Oude Eedgenootschap en Frankrijk. Tijdens deze reis kreeg hij de pokken, waarvan hij littekens in zijn gezicht overhield. Door de moeilijke relatie met zijn vader werd hij echter amper voorbereid op de regeringszaken en kreeg Karel niet het stadhouderschap van Kreuznach dat hij nastreefde.
Op 21 september 1671 huwde hij met Wilhelmina Ernestina (1650-1706), dochter van koning Frederik III van Denemarken. Ter gelegenheid van dit huwelijk werd hij door zijn schoonvader toegelaten tot de Orde van de Olifant. Het huwelijk was zeer ongelukkig en zou kinderloos blijven.
Nadat de Fransen in 1680 het Paltse ambt Germersheim hadden verwoest, ging Karel naar het hof van koning Karel II van Engeland om steun te verwerven tegen de Franse koning Lodewijk XIV. Karel bereikte dit doel niet, maar hij werd wel opgenomen in de Orde van de Kousenband en aan de Universiteit van Oxford benoemd tot doctor in de geneeskunde. Het was tijdens deze reis dat zijn vader overleed, waarna Karel hem opvolgde als keurvorst van de Palts en aartsschatmeester van het Heilige Roomse Rijk.
De korte regering van Karel in de Palts was weinig glansvol. Hij benoemde zijn onbekwame voormalige leraar Paul Hachenberg tot leidende ministers en liet zijn halfbroers en -zussen uit hun morganatische huwelijk van zijn vader, de raugraven en -gravinnen van de Palts, in ongenade vallen. Hij haalde zijn moeder terug vanuit Kassel en betaalde al haar schulden terug. Karel had een zwak en schuchter karakter, had een oppervlakkige begeestering voor het soldatenleven en regeerde als een strenge calvinist. Ook ving hij in zijn domeinen calvinisten op die uit hun thuisland verdreven waren en onderdrukte hij het lutheranisme, de godsdienst waartoe ook zijn echtgenote behoorde. Ook waren er toenemende financiële moeilijkheden in het staatshuishouden, veroorzaakt door zijn pronkzuchtige hofhouding, zijn jacht-en theaterpassie en militaire uitgaven. Hij probeerde deze moeilijkheden op te lossen met belastingverhoudingen, maar dat was onvoldoende. In 1682 verpandde Karel het ambt Germersheim voor twintig jaar aan Frankrijk.
In mei 1685 stierf Karel op 34-jarige leeftijd. Omdat hij geen nakomelingen had, werd hij als keurvorst van de Palts opgevolgd door de katholieke vorst Filips Willem van Palts-Neuburg.

## Kwartierstaat
| Frederik IV van de Palts (1574-1610) | Frederik IV van de Palts (1574-1610) | Frederik IV van de Palts (1574-1610) | Frederik IV van de Palts (1574-1610) | Frederik IV van de Palts (1574-1610) | Frederik IV van de Palts (1574-1610) | Louise Juliana van Nassau (1576-1644) | Louise Juliana van Nassau (1576-1644) | Louise Juliana van Nassau (1576-1644) | Louise Juliana van Nassau (1576-1644) | Louise Juliana van Nassau (1576-1644)     | Louise Juliana van Nassau (1576-1644)     |                                           |                                           | Jacobus I van Engeland (1566-1625)        | Jacobus I van Engeland (1566-1625)        | Jacobus I van Engeland (1566-1625) | Jacobus I van Engeland (1566-1625) | Jacobus I van Engeland (1566-1625) | Jacobus I van Engeland (1566-1625) | Anna van Denemarken (1574-1619) | Anna van Denemarken (1574-1619) | Anna van Denemarken (1574-1619) | Anna van Denemarken (1574-1619) | Anna van Denemarken (1574-1619)              | Anna van Denemarken (1574-1619)              |                                              |                                              | Maurits van Hessen-Kassel (1572-1632)        | Maurits van Hessen-Kassel (1572-1632)        | Maurits van Hessen-Kassel (1572-1632) | Maurits van Hessen-Kassel (1572-1632) | Maurits van Hessen-Kassel (1572-1632)  | Maurits van Hessen-Kassel (1572-1632)  | Agnes van Solms-Laubach (1578-1602)    | Agnes van Solms-Laubach (1578-1602)    | Agnes van Solms-Laubach (1578-1602)    | Agnes van Solms-Laubach (1578-1602)    | Agnes van Solms-Laubach (1578-1602)     | Agnes van Solms-Laubach (1578-1602)     |                                         |                                         | Filips Lodewijk II van Hanau-Münzenberg (1576-1612) | Filips Lodewijk II van Hanau-Münzenberg (1576-1612) | Filips Lodewijk II van Hanau-Münzenberg (1576-1612) | Filips Lodewijk II van Hanau-Münzenberg (1576-1612) | Filips Lodewijk II van Hanau-Münzenberg (1576-1612) | Filips Lodewijk II van Hanau-Münzenberg (1576-1612) | Catharina Belgica van Nassau (1578-1648)          | Catharina Belgica van Nassau (1578-1648)          | Catharina Belgica van Nassau (1578-1648) | Catharina Belgica van Nassau (1578-1648) | Catharina Belgica van Nassau (1578-1648) | Catharina Belgica van Nassau (1578-1648) |  |  |  |  |  |  |  |  |  |  |  |  |  |  |  |  |  |  |  |  |  |  |  |  |  |  |  |  |  |  |  |  |  |  |  |  |  |  |  |  |  |  |  |  |  |  |  |  |
| Frederik IV van de Palts (1574-1610) | Frederik IV van de Palts (1574-1610) | Frederik IV van de Palts (1574-1610) | Frederik IV van de Palts (1574-1610) | Frederik IV van de Palts (1574-1610) | Frederik IV van de Palts (1574-1610) | Louise Juliana van Nassau (1576-1644) | Louise Juliana van Nassau (1576-1644) | Louise Juliana van Nassau (1576-1644) | Louise Juliana van Nassau (1576-1644) | Louise Juliana van Nassau (1576-1644)     | Louise Juliana van Nassau (1576-1644)     |                                           |                                           | Jacobus I van Engeland (1566-1625)        | Jacobus I van Engeland (1566-1625)        | Jacobus I van Engeland (1566-1625) | Jacobus I van Engeland (1566-1625) | Jacobus I van Engeland (1566-1625) | Jacobus I van Engeland (1566-1625) | Anna van Denemarken (1574-1619) | Anna van Denemarken (1574-1619) | Anna van Denemarken (1574-1619) | Anna van Denemarken (1574-1619) | Anna van Denemarken (1574-1619)              | Anna van Denemarken (1574-1619)              |                                              |                                              | Maurits van Hessen-Kassel (1572-1632)        | Maurits van Hessen-Kassel (1572-1632)        | Maurits van Hessen-Kassel (1572-1632) | Maurits van Hessen-Kassel (1572-1632) | Maurits van Hessen-Kassel (1572-1632)  | Maurits van Hessen-Kassel (1572-1632)  | Agnes van Solms-Laubach (1578-1602)    | Agnes van Solms-Laubach (1578-1602)    | Agnes van Solms-Laubach (1578-1602)    | Agnes van Solms-Laubach (1578-1602)    | Agnes van Solms-Laubach (1578-1602)     | Agnes van Solms-Laubach (1578-1602)     |                                         |                                         | Filips Lodewijk II van Hanau-Münzenberg (1576-1612) | Filips Lodewijk II van Hanau-Münzenberg (1576-1612) | Filips Lodewijk II van Hanau-Münzenberg (1576-1612) | Filips Lodewijk II van Hanau-Münzenberg (1576-1612) | Filips Lodewijk II van Hanau-Münzenberg (1576-1612) | Filips Lodewijk II van Hanau-Münzenberg (1576-1612) | Catharina Belgica van Nassau (1578-1648)          | Catharina Belgica van Nassau (1578-1648)          | Catharina Belgica van Nassau (1578-1648) | Catharina Belgica van Nassau (1578-1648) | Catharina Belgica van Nassau (1578-1648) | Catharina Belgica van Nassau (1578-1648) |  |  |  |  |  |  |  |  |  |  |  |  |  |  |  |  |  |  |  |  |  |  |  |  |  |  |  |  |  |  |  |  |  |  |  |  |  |  |  |  |  |  |  |  |  |  |  |  |
|                                      |                                      |                                      |                                      |                                      |                                      |                                       |                                       |                                       |                                       |                                           |                                           |                                           |                                           |                                           |                                           |                                    |                                    |                                    |                                    |                                 |                                 |                                 |                                 |                                              |                                              |                                              |                                              |                                              |                                              |                                       |                                       |                                        |                                        |                                        |                                        |                                        |                                        |                                         |                                         |                                         |                                         |                                                     |                                                     |                                                     |                                                     |                                                     |                                                     |                                                   |                                                   |                                          |                                          |                                          |                                          |  |  |  |  |  |  |  |  |  |  |  |  |  |  |  |  |  |  |  |  |  |  |  |  |  |  |  |  |  |  |  |  |  |  |  |  |  |  |  |  |  |  |  |  |  |  |  |  |
|                                      |                                      |                                      |                                      | Frederik V van de Palts (1596-1632)  | Frederik V van de Palts (1596-1632)  | Frederik V van de Palts (1596-1632)   | Frederik V van de Palts (1596-1632)   | Frederik V van de Palts (1596-1632)   | Frederik V van de Palts (1596-1632)   |                                           |                                           |                                           |                                           |                                           |                                           | Elizabeth Stuart (1596-1662)       | Elizabeth Stuart (1596-1662)       | Elizabeth Stuart (1596-1662)       | Elizabeth Stuart (1596-1662)       | Elizabeth Stuart (1596-1662)    | Elizabeth Stuart (1596-1662)    |                                 |                                 |                                              |                                              |                                              |                                              |                                              |                                              |                                       |                                       | Willem V van Hessen-Kassel (1602-1637) | Willem V van Hessen-Kassel (1602-1637) | Willem V van Hessen-Kassel (1602-1637) | Willem V van Hessen-Kassel (1602-1637) | Willem V van Hessen-Kassel (1602-1637) | Willem V van Hessen-Kassel (1602-1637) |                                         |                                         |                                         |                                         |                                                     |                                                     | Amalia Elisabeth van Hanau-Münzenberg (1602-1651)   | Amalia Elisabeth van Hanau-Münzenberg (1602-1651)   | Amalia Elisabeth van Hanau-Münzenberg (1602-1651)   | Amalia Elisabeth van Hanau-Münzenberg (1602-1651)   | Amalia Elisabeth van Hanau-Münzenberg (1602-1651) | Amalia Elisabeth van Hanau-Münzenberg (1602-1651) |                                          |                                          |                                          |                                          |  |  |  |  |  |  |  |  |  |  |  |  |  |  |  |  |  |  |  |  |  |  |  |  |  |  |  |  |  |  |  |  |  |  |  |  |  |  |  |  |  |  |  |  |  |  |  |  |
|                                      |                                      |                                      |                                      | Frederik V van de Palts (1596-1632)  | Frederik V van de Palts (1596-1632)  | Frederik V van de Palts (1596-1632)   | Frederik V van de Palts (1596-1632)   | Frederik V van de Palts (1596-1632)   | Frederik V van de Palts (1596-1632)   |                                           |                                           |                                           |                                           |                                           |                                           | Elizabeth Stuart (1596-1662)       | Elizabeth Stuart (1596-1662)       | Elizabeth Stuart (1596-1662)       | Elizabeth Stuart (1596-1662)       | Elizabeth Stuart (1596-1662)    | Elizabeth Stuart (1596-1662)    |                                 |                                 |                                              |                                              |                                              |                                              |                                              |                                              |                                       |                                       | Willem V van Hessen-Kassel (1602-1637) | Willem V van Hessen-Kassel (1602-1637) | Willem V van Hessen-Kassel (1602-1637) | Willem V van Hessen-Kassel (1602-1637) | Willem V van Hessen-Kassel (1602-1637) | Willem V van Hessen-Kassel (1602-1637) |                                         |                                         |                                         |                                         |                                                     |                                                     | Amalia Elisabeth van Hanau-Münzenberg (1602-1651)   | Amalia Elisabeth van Hanau-Münzenberg (1602-1651)   | Amalia Elisabeth van Hanau-Münzenberg (1602-1651)   | Amalia Elisabeth van Hanau-Münzenberg (1602-1651)   | Amalia Elisabeth van Hanau-Münzenberg (1602-1651) | Amalia Elisabeth van Hanau-Münzenberg (1602-1651) |                                          |                                          |                                          |                                          |  |  |  |  |  |  |  |  |  |  |  |  |  |  |  |  |  |  |  |  |  |  |  |  |  |  |  |  |  |  |  |  |  |  |  |  |  |  |  |  |  |  |  |  |  |  |  |  |
|                                      |                                      |                                      |                                      |                                      |                                      |                                       |                                       |                                       |                                       | Karel I Lodewijk van de Palts (1617-1680) | Karel I Lodewijk van de Palts (1617-1680) | Karel I Lodewijk van de Palts (1617-1680) | Karel I Lodewijk van de Palts (1617-1680) | Karel I Lodewijk van de Palts (1617-1680) | Karel I Lodewijk van de Palts (1617-1680) |                                    |                                    |                                    |                                    |                                 |                                 |                                 |                                 |                                              |                                              |                                              |                                              |                                              |                                              |                                       |                                       |                                        |                                        |                                        |                                        |                                        |                                        | Charlotte van Hessen-Kassel (1627-1686) | Charlotte van Hessen-Kassel (1627-1686) | Charlotte van Hessen-Kassel (1627-1686) | Charlotte van Hessen-Kassel (1627-1686) | Charlotte van Hessen-Kassel (1627-1686)             | Charlotte van Hessen-Kassel (1627-1686)             |                                                     |                                                     |                                                     |                                                     |                                                   |                                                   |                                          |                                          |                                          |                                          |  |  |  |  |  |  |  |  |  |  |  |  |  |  |  |  |  |  |  |  |  |  |  |  |  |  |  |  |  |  |  |  |  |  |  |  |  |  |  |  |  |  |  |  |  |  |  |  |
|                                      |                                      |                                      |                                      |                                      |                                      |                                       |                                       |                                       |                                       | Karel I Lodewijk van de Palts (1617-1680) | Karel I Lodewijk van de Palts (1617-1680) | Karel I Lodewijk van de Palts (1617-1680) | Karel I Lodewijk van de Palts (1617-1680) | Karel I Lodewijk van de Palts (1617-1680) | Karel I Lodewijk van de Palts (1617-1680) |                                    |                                    |                                    |                                    |                                 |                                 |                                 |                                 |                                              |                                              |                                              |                                              |                                              |                                              |                                       |                                       |                                        |                                        |                                        |                                        |                                        |                                        | Charlotte van Hessen-Kassel (1627-1686) | Charlotte van Hessen-Kassel (1627-1686) | Charlotte van Hessen-Kassel (1627-1686) | Charlotte van Hessen-Kassel (1627-1686) | Charlotte van Hessen-Kassel (1627-1686)             | Charlotte van Hessen-Kassel (1627-1686)             |                                                     |                                                     |                                                     |                                                     |                                                   |                                                   |                                          |                                          |                                          |                                          |  |  |  |  |  |  |  |  |  |  |  |  |  |  |  |  |  |  |  |  |  |  |  |  |  |  |  |  |  |  |  |  |  |  |  |  |  |  |  |  |  |  |  |  |  |  |  |  |
|                                      |                                      |                                      |                                      |                                      |                                      |                                       |                                       |                                       |                                       |                                           |                                           |                                           |                                           |                                           |                                           |                                    |                                    |                                    |                                    |                                 |                                 |                                 |                                 |                                              |                                              |                                              |                                              |                                              |                                              |                                       |                                       |                                        |                                        |                                        |                                        |                                        |                                        |                                         |                                         |                                         |                                         |                                                     |                                                     |                                                     |                                                     |                                                     |                                                     |                                                   |                                                   |                                          |                                          |                                          |                                          |  |  |  |  |  |  |  |  |  |  |  |  |  |  |  |  |  |  |  |  |  |  |  |  |  |  |  |  |  |  |  |  |  |  |  |  |  |  |  |  |  |  |  |  |  |  |  |  |
|                                      |                                      |                                      |                                      |                                      |                                      |                                       |                                       |                                       |                                       |                                           |                                           |                                           |                                           |                                           |                                           |                                    |                                    |                                    |                                    |                                 |                                 |                                 |                                 |                                              |                                              |                                              |                                              |                                              |                                              |                                       |                                       |                                        |                                        |                                        |                                        |                                        |                                        |                                         |                                         |                                         |                                         |                                                     |                                                     |                                                     |                                                     |                                                     |                                                     |                                                   |                                                   |                                          |                                          |                                          |                                          |  |  |  |  |  |  |  |  |  |  |  |  |  |  |  |  |  |  |  |  |  |  |  |  |  |  |  |  |  |  |  |  |  |  |  |  |  |  |  |  |  |  |  |  |  |  |  |  |
|                                      |                                      |                                      |                                      |                                      |                                      |                                       |                                       |                                       |                                       |                                           |                                           |                                           |                                           | Karel II van de Palts (1651-1685)         | Karel II van de Palts (1651-1685)         | Karel II van de Palts (1651-1685)  | Karel II van de Palts (1651-1685)  | Karel II van de Palts (1651-1685)  | Karel II van de Palts (1651-1685)  |                                 |                                 |                                 |                                 | Elisabeth Charlotte van de Palts (1652-1722) | Elisabeth Charlotte van de Palts (1652-1722) | Elisabeth Charlotte van de Palts (1652-1722) | Elisabeth Charlotte van de Palts (1652-1722) | Elisabeth Charlotte van de Palts (1652-1722) | Elisabeth Charlotte van de Palts (1652-1722) |                                       |                                       |                                        |                                        | Frederik van de Palts (1653-1654)      | Frederik van de Palts (1653-1654)      | Frederik van de Palts (1653-1654)      | Frederik van de Palts (1653-1654)      | Frederik van de Palts (1653-1654)       | Frederik van de Palts (1653-1654)       |                                         |                                         |                                                     |                                                     |                                                     |                                                     |                                                     |                                                     |                                                   |                                                   |                                          |                                          |                                          |                                          |  |  |  |  |  |  |  |  |  |  |  |  |  |  |  |  |  |  |  |  |  |  |  |  |  |  |  |  |  |  |  |  |  |  |  |  |  |  |  |  |  |  |  |  |  |  |  |  |